# Бук
Бук (Fagus) — рід листопадних високих розлогих повільнорослих довговічних дерев родини букових (Fagaceae) заввишки 20—40 м. У цьому роді налічується 14 видів, які ростуть у Європі, на сході Північної Америки, на сході та заході Азії. Використовуються як декоративні й для деревини; горіхи служать кормом для диких тварин, використовуються для відгодівлі птиці та для отримання харчової олії.

## Етимологія
Українське «бук» разом з рештою слов'янських назв цього дерева походить від прасл. *bukъ, яке можливо, мало давнішу форму *buky (звідси також «буква»), потім змінену під впливом *klenъ, *vęzъ, *grabъ, *dǫbъ. До праслов'янської мови це слово потрапило з германських: від прагерм. *bokaz, *bōkijǭ, *boko, пор. готське 'нім. boka, дав.-ісл. bok, дав.-сакс. boka, дав.-в.-нім. buohha, англосакс. boc-treo, boc, англ. beech, нім. Buche.
Прагерманське *bokaz (*bōkijǭ, *boko) є похідним від пра-і.є. *bʰeh₂ǵos («бук») і споріднене з лат. fagus («бук»), грец. φηγός, φαγός («бук»), алб. bung («гірський дуб»), вірм. բոխի, бохі («граб»), і можливо, з курд. buz («в'яз»). У слов'янських мовах похідними від *bʰeh₂ǵos вважаються назви бузини (укр. бузина, боз, рос. бузина, серб. баз/baz, словен. bǝ̀z, чеськ. bez, словац. baza, пол. bez, н.-луж. bez, baz) або бузку (укр. бузок, в.-луж. bóz), які виводяться з праслов'янського *bъzъ < *buzъ (від праіндоєвропейського *bhug'/*bhaug). Причиною незбереження у слов'ян питомого значення індоєвропейського слова вважають відсутність бука на слов'янській прабатьківщині, але чому його назва була перенесена на такі несхожі на нього рослини, неясне.

## Морфологічна характеристика
Буки — великі листопадні дерева з колоноподібним стовбуром заввишки 20–40 м і діаметром до 1,5 м і більше, покритим сріблясто-сірою гладкою корою, густий, округлою тінистою кроною і близько розташованим до поверхні ґрунту корінням; під наметом цих дерев в зімкнутих чистих лісостанах зазвичай є лише мертвий покрив. Коренева система бука без ясно вираженого стрижневого кореня, з бічними коренями, що мають направлені вертикально вниз якірні відгалуження. Дрібні закінчення коренів нерідко спрямовані вертикально вгору і щіткоподібно гілкуються в шарі мертвої підстилки, маючи добре розвинену мікоризу. У старих дерев часто сильно розростаються кореневі лапи, у зв'язку з чим в окоренкової частини стовбура з'являється характерна жолобчастість.
Бруньки бука дуже характерні — веретеноподібні, довгі, загострені, довжиною до 1,5 см. Листя довгасто-еліптичні, з 7–15 парами жилок, зубчасті.
Квітки бука розташовані в пазухах нижніх листків і з'являються одночасно з їх розпусканням. Чоловічі квітки зібрані у повислі голівчасті дихазіальні суцвіттях, з дзвоникоподібною чашечкою і невизначеним числом тичинок (10–20) на довгих нитках. Пилкові зерна дуже великі, з камерними порами й дуже вузькими борознами. Важкий пилок бука поширюється в горизонтальному напрямку на невелику відстань. Жіночі квітки у двоквітковому (внаслідок редукції центральної квітки) дихазіальному суцвітті, з 6-лопатевим оцвітиною. Плюска з 4 або 3 (у разі редукції двох квіток) стулками, на момент дозрівання плодів сильно розростається і дерев'яніє. Плід — тригранний горіх з опушеним ендокарпієм, гострими (майже до короткокрилатих) ребрами. У плюсці звичайно по 2, рідше по 4 горіхи. Зародок зі складчастими сім'ядолями, що містять як запасну речовину до 50 % олії.
Зачатки чоловічих суцвіть бука закладаються влітку попереднього цвітінню року в бруньках, зачатки жіночих — значно пізніше. В одній бруньці може закластися до 6 суцвіть. Зачатки жіночих суцвіть з'являються на місяць пізніше чоловічих, коли в бруньці вже сформовані 2–3 ембріональних аркуші. Жіночі суцвіття закладаються у вигляді меристематичних горбочків в їх пазухах. Більша кількість зачатків закладається при тривалій теплій і сухій погоді, що обумовлює на наступний рік великий приплив вуглеводів до бруньок і рясне плодоношення. Для нормального розвитку жіночих суцвіть бук потребує низьких температур взимку (протягом щонайменше кілька сотень годин). Більшість пагонів з жіночими суцвіттями розташовані на кінцевих частинах гілок; пагони з чоловічими суцвіттями розташовуються по всій довжині гілки, переважно в нижній її частині. Чоловічі квітки зазвичай розкриваються на 3–4 діб раніше жіночих. У дощову погоду пиляки розкриваються в нижній частині крони, в сонячну — у верхній. Пилок бука гине як від надмірної сухості повітря, так і від надмірного зволоження.
При дозріванні жіночих квіток приймочки сильно висуваються з них і виділяють липкий секрет. Для рилець навіть короткочасні заморозки виявляються згубними, високі температури також завдають несприятливого впливу, дощ змиває липкий секрет, погіршуючи як прилипання, так і проростання пилку.
Бук живе до 500 років, добре плодоносити починає з 30–50 років, дає приріст до 350 років; найшвидший ріст у висоту відбувається до 80 років, після чого стовбур в основному тільки товщає і розвивається потужна крона.
- Бук лісовий — поширений у Карпатах, де росте на висоті 250—1400 м, над рівнем моря, а також острівцями в західному Лісостепу, зокрема на території Національного природного парку «Кременецькі гори»[5].
- Бук східний — в Україні поширений переважно на північних схилах Кримських гір

## Ареал
Поширений бук у східних штатах США, в горах Північної Мексики, в Європі (в тому числі на Західній Україні), Малій Азії, на Кавказі й у Північному Ірані, потім, після перерви знову з'являється в континентальному Китаї, на острові Тайвань і в Японії. В Україні бук росте орієнтовно до лінії Володимир — Кременець — Кам'янець-Подільський[джерело?]. Крайня Північно-Східна межа поширення в Європі знаходиться на території Національного природного парку «Кременецькі гори». Дані букові насадження регулярно відвідують науковці з України та Європи (зокрема Польщі, Німеччини). Через господарську діяльність людини букові ліси зникли на більшій частині займаної ними раніше території. На рівнинах букові ліси, що виростають на найбагатших і найзручніших для освоєння ґрунтах, піддавали вирубці під сільськогосподарські угіддя та для устрою поселень, в горах знищували через випасання худоби. Букові дерева вирубували також для використання їхньої цінної деревини. Найбільші незаймані букові ліси збереглися в міжнародному біосферному резерваті «Східні Карпати», внесеному в липні 2007 року до списку світової природної спадщини ЮНЕСКО. Цей праліс, розташований на території України і Словаччини, в офіційній класифікації ЮНЕСКО фігурує як «Незаймані букові ліси Карпат». Складається з десяти окремих заповідників, розташованих вздовж осі завдовжки 185 км, яка протягнулась від Рахівських гір і Чорногорського масиву в Україні, переходячи на заході в Полонинський хребет аж до гір Буковські Врхи й Вигорлат в Словаччині.

## Застосування
Деревина бука в розрізі має просту будову з розсіяними дрібними порами і вирізняється ніжно-блакитним або світлим рожево-коричневим кольором, часто з коричневою серцевиною (в старих деревах) і мінеральними смугами. Деревину бука використовують для одержання деревного вугілля, оцту і метилового спирту, цінують також і буковий дьоготь. Шпон бука часто використовують завдяки своїй міцності. Однак деревина бука малопридатна для зовнішніх робіт — на відкритому повітрі легко руйнується грибами; в спекотну пору року сира деревина швидко псується, буріє, по ній поширюється мармурова гниль. Для усунення цих недоліків широко використовують просочування деревини різними хімікатами. Для отримання красивої текстури деревини здійснюють просочення дерев на корені органічними та неорганічними барвниками. При цьому вона набуває стійкості до гниття і міцнішає. Деревина добре полірується, мориться і тонується. Обробка поверхні може виконуватися всіма загальноприйнятими засобами.

### У харчуванні
З горіхів отримують світло-жовту, приємну на смак, але позбавлену запаху олію, яка мало поступається прованській, її використовують в харчовій промисловості та техніці. Для отримання олії використовують холодне чи гаряче пресування. З процесу холодного виходить високоякісна світла олія. Гаряче пресування дає більше олії, але має темне забарвлення і швидко висихає.
Сирі горіхи отруйні через алкалоїд фагин, що міститься в них і викликає головний біль у людей і викидні у корів. Тому їдять їх підсмаженими, оскільки за температури 100—120 °C фагин руйнується.
З горішків бука, обсмажених і перемелених на борошно, готують різні кондитерські вироби, солодощі, сурогат кави. На Кавказі та в Карпатах букове борошно часто використовують під час виробництва хліба. Його домішують в пшеничне та житнє і хліб виходить смачнішим.
Горіхи, врожай яких може досягати 450 кг/га і до 8 кг з дерева, містять 30–50 % жиру і до 30 % білка; це улюблений корм для диких і свійських свиней. У вареному вигляді горіхи використовують у корм птиці, рогатій худобі, але вони не придатні як корм для коней. Пагони бука є добрим кормом для худоби, придатні вони й для силосування.

### Книги
У давнину кору бука індоєвропейці використовували для письма, особливо в релігійному середовищі. Дощечки з букового дерева були поширеним матеріалом для письма в германських суспільствах до появи паперу. Давньоанглійське bōc має первинне значення «бук», а також вторинне значення «книга», і саме від bōc походить сучасне слово. У сучасній німецькій мові слово «книга» — Buch, де Buche означає «бук». У сучасній голландській мові слово «книга» — boek, де beuk означає «букове дерево». У шведській мові ці слова збігаються, bok означає як «бук», так і «книга». Подібний зв'язок існує і в деяких слов'янських мовах. У російській та болгарській мовах словом, що означає бук, є бук (бук), а словом, що означає «літера» (як літера алфавіту) — буква (буква), тоді як у сербохорватській і словенській мовах для позначення дерева вживається слово «буква».

### Інше
Пігмент бістр виготовляли з букової сажі. Згрібання букової підстилки замість соломи у тваринництві було давньою недеревинною практикою лісокористування, яка колись мала місце в деяких частинах Швейцарії в XVII столітті. Бук був занесений до списку 38 рослин, квіти яких використовуються для приготування квіткових ліків Баха.

## Цікавий факт
Деякі припускають, що грецьке слово φαγεῖν («їсти», пор. «бактеріофаг») походить від φαγός («бук»). Це пов'язане з тим, що смажені горішки бука були важливою складовою раціону греків у доісторичну та архаїчну добу.

## Галерея

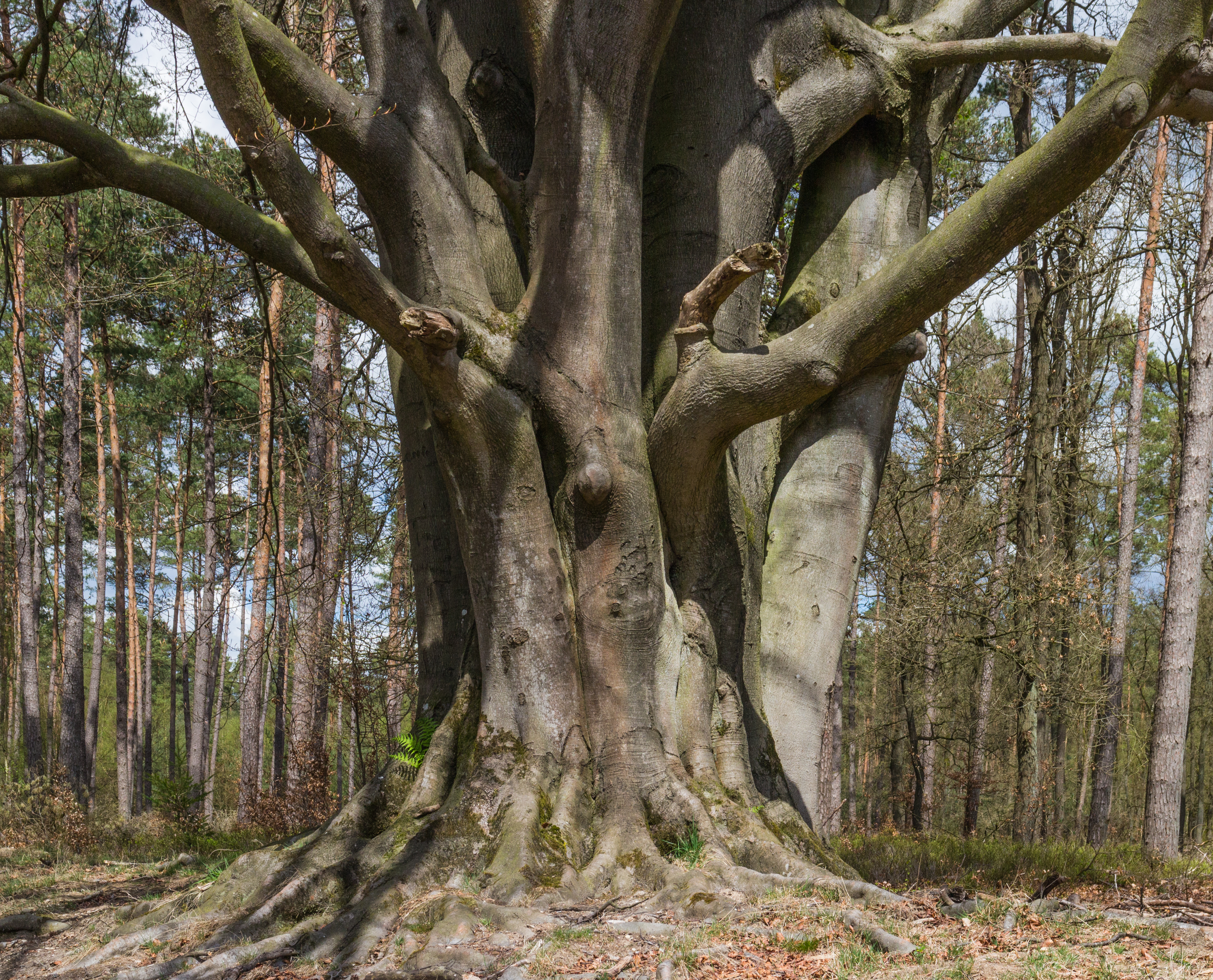
Крузебоом
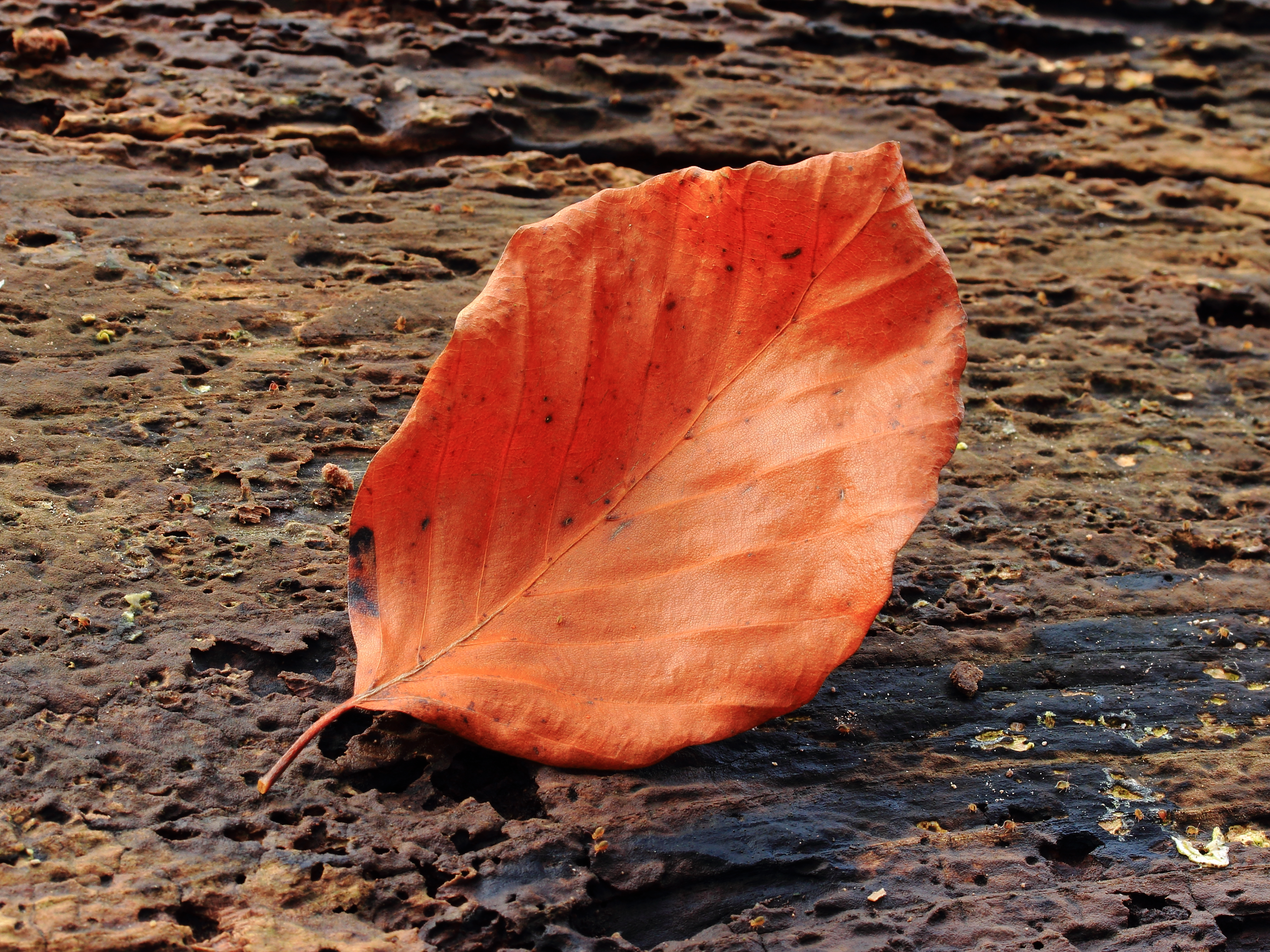
Листя
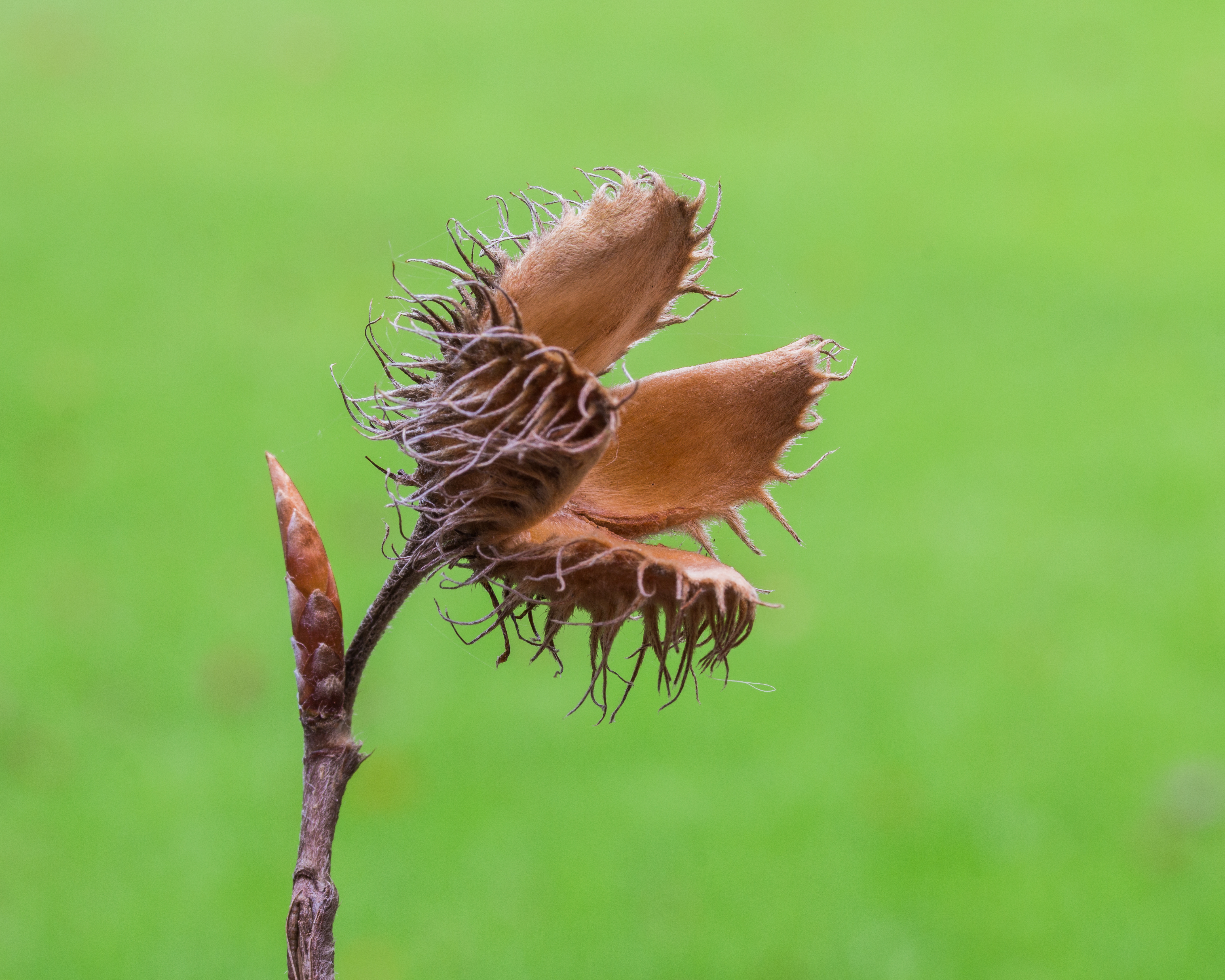
Плоди
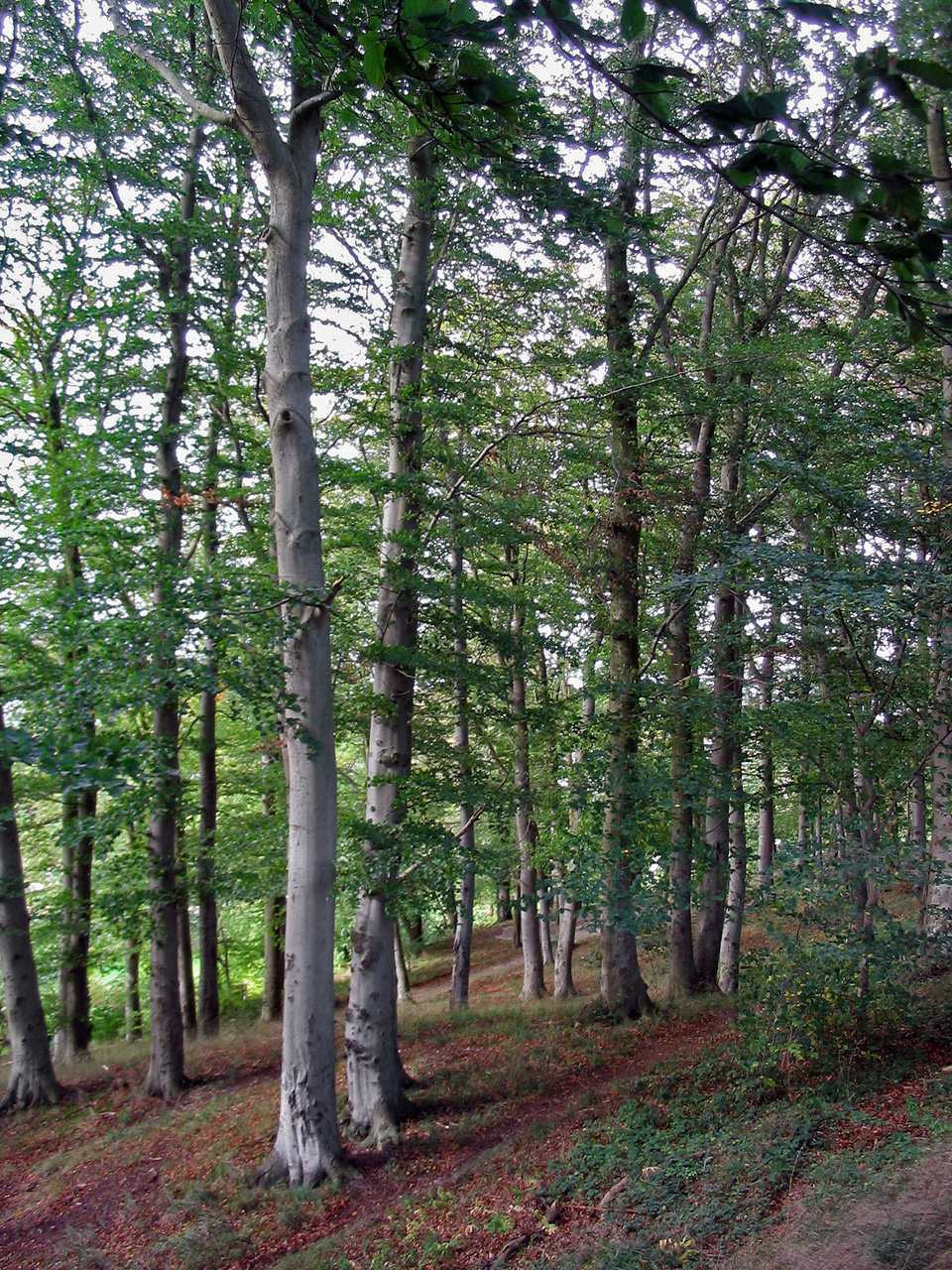
Бук лісовий
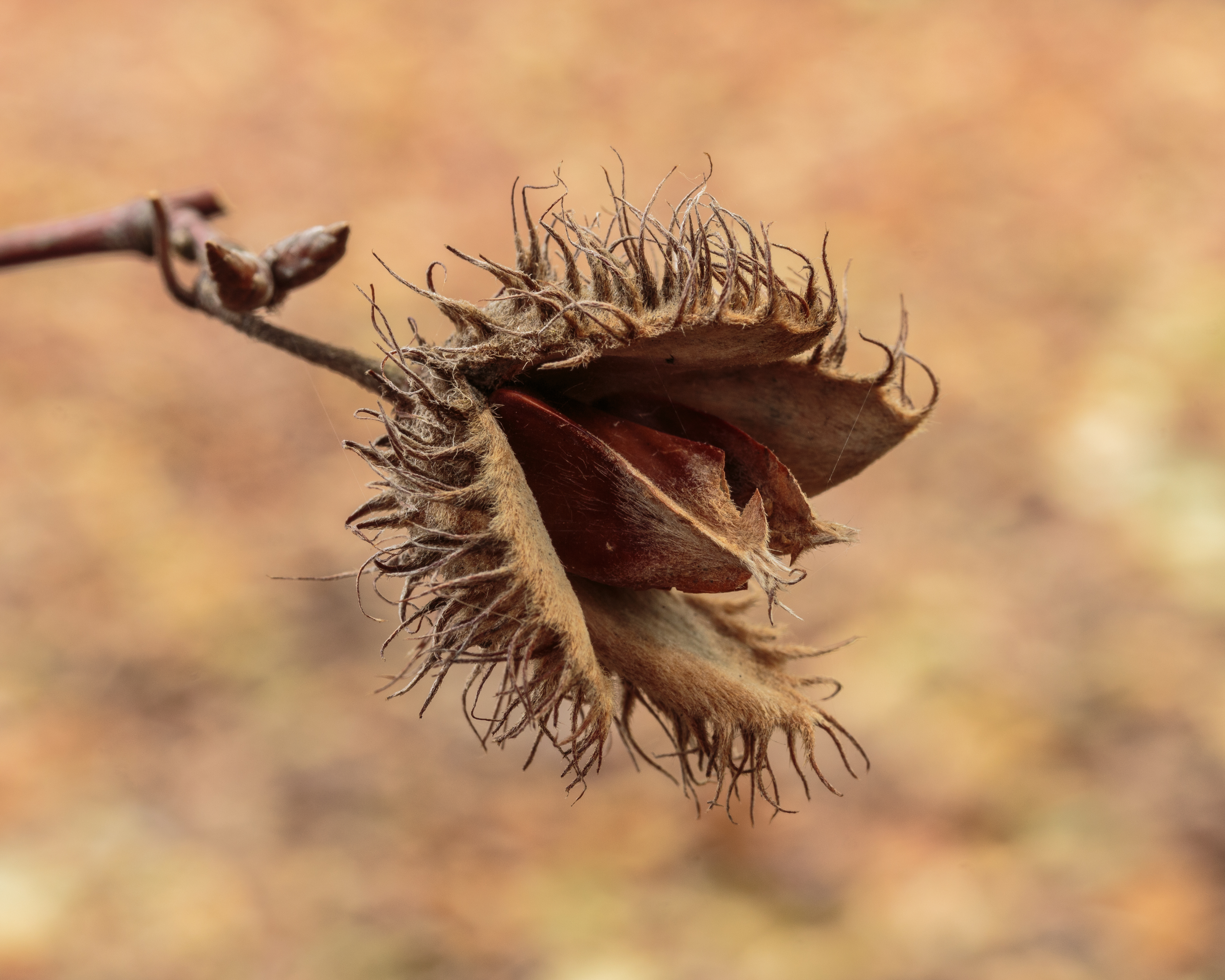
Плід